# آرقه‌لیق، قزاقستان
آرقه‌لیق (به قزاقی: Арқалық، ارقالىق) یا آرخالیق شهری در استان قوستانای کشور قزاقستان است که در سرشماری سال ۲۰۰۸ میلادی، ۵۶۶۱۴ نفر جمعیت داشته است و از سال ۱۹۶۵ میلادی به‌عنوان شهر شناخته می‌شده است. نام این شهر برگرفته از نوعی پوشاک محلی سنتی است.